# Семантическое насыщение
Семанти́ческое насыще́ние (также семанти́ческое пресыще́ние) — психологическое явление, при котором повторение слова или фразы вызывает временную потерю своего значения у слушателя, который начинает воспринимать речь как повторяющиеся бессмысленные звуки.
Термин «семантическое насыщение» ввёл Леон Якобовиц Джеймс в своей докторской диссертации, защищённой в Университете Макгилла в Монреале (Канада) в 1962 году. До этого использовалось выражение «словесная насыщенность» наряду с терминами, выражающими идею умственной усталости. В диссертации перечислены многие другие названия, использовавшиеся для обозначения явления:
Многие другие названия использовались для того, что, как представляется, по существу тот же процесс: торможение (Herbert, 1824, в Boring, 1950), невосприимчимая фаза и умственная усталость (Dodge, 1917; 1926a), истечение смысла (Bassett and Warne, 1919), рабочий декремент (Robinson and Bills, 1926), корковое торможение (Pavlov, 192?), адаптация (Gibson, 1937), исчезновение (Hilgard and Marquis, 1940), насыщение (Kohler and Wallach, 1940), реактивное торможение (Hull, 1913 [sic]), стимул насыщения (Glanzer, 1953), реминисценция (Eysenck, 1956), словесное насыщение (Smith and Raygor, 1956) и словесное преобразование (Warren, 1961b).
В диссертации представлены несколько экспериментов, которые демонстрируют работу эффекта семантического насыщения в различных когнитивных задачах, таких как оценка слов и цифр, которые представлены неоднократно в течение короткого времени, устное повторение слов, затем группирование их в понятия, сложение чисел после повторения их вслух и двуязычные переводы слов, повторяемые на одном из двух языков. В каждом случае субъекты повторяют слова или числа в течение нескольких секунд, затем выполняют когнитивные задачи с использованием этого слова. Было показано, что повторение слова до его использования в задаче несколько усложняет задачу.
Явление было объяснено тем, что словесное повторение вызывает конкретные нейронные картины в коре, которые соответствуют значению этого слова. Быстрое повторение вызывает периферическую сенсомоторную деятельность и центральную нервную активацию, что вызывает реактивное торможение и, следовательно, снижение интенсивности деятельности с каждым повторением. Якобовиц Джеймс называл эту теорию началом «экспериментальной нейросемантики».
Данное явление может быть рассмотрено и в музыкальном контексте. При воспроизведении повторяющихся паттернов нейронные пути, обрабатывающие определённую последовательность звуков, также утомляются и перестают воспринимать музыкальную ткань детализированно.